# Piri Reis
Piri Reis (nome completo Hacı Ahmed Muhiddin Piri - Hajji Ahmed Muhiddin Piri, Ahmed ibn-i el-Hac Mehmed El karamani) foi um almirante, geógrafo e cartógrafo otomano nascido entre 1465 e 1470. Ele morreu em 1553.
Piri Reis é autor da obra Kitab-i Bahrieh ("Livro da Navegação") de 1521, onde publicou seus conhecimentos sobre cartografia, descrevendo as ilhas e a costa do Mediterrâneo e incluindo um mapa-múndi que compusera em 1513, chamado Mapa de Piri Reis, actualmente no Palácio de Topkapı.

## Biografia
Por muito tempo, pouco se soube sobre a identidade de Piri Reis. Seu nome, traduzido aproximadamente, significa Capitão Piri. Hoje, com base em arquivos otomanos, sabemos que o seu nome completo era "Hadji Ahmed Muhiddin Piri", e que ele nasceu ou na península de Galípoli, na parte europeia do Império Otomano, ou em Caramânia, cidade natal de seu pai, no centro da Anatólia.
A data exata de seu nascimento ainda é desconhecida. O título islâmico honorário e informal Alhaji (Hadji) de seu nome (em turco: Hacı, de Hadji Ahmed Muhiddin Piri) e os nomes de seu pai (Alhaji Maomé Piri), indicam que eles tinham completado o haje, a peregrinação islâmica, indo a Meca durante o período dedicado à haje e cumprido os rituais. Era sobrinho de Quemal Reis, almirante turco cujas embarcações desenvolviam ações de corso no mar Mediterrâneo e na costa atlântica do noroeste africano.
Após combater por muitos anos com as Marinha da Espanha, genovesa e veneziana, ascendeu ao posto de almirante ("reis"). Tendo sido vencido pela Marinha Portuguesa ao norte do golfo Pérsico, o sultão Solimão, o Magnífico mandou decapitá-lo em 1553.

## Piri Reis e seus mapas
Piri Reis é conhecido hoje por seus mapas e gráficos coletados em seu Kitáb-i Bahriye ("Livro da navegação"), um livro que contém informações detalhadas sobre navegação, bem como gráficos muito precisos para a época em que foram feitos, e que descreve portos importantes e cidades do mar Mediterrâneo. Ele ganhou mesmo fama como um cartógrafo, quando uma pequena parte do seu primeiro mapa-múndi, elaborado em 1513, foi descoberto em 1929 no Palácio de Topkapi, em Istambul. Seu mapa é o mais antigo atlas turco conhecido mostrando o Novo Mundo, e um dos mapas mais antigos da América ainda em existência em qualquer lugar.
Em 1528, Piri Reis desenhou um segundo mapa mundi, do qual um pequeno fragmento mostrando a Groenlândia e América do Norte a partir da Terra Nova e Labrador, ao norte da Flórida, Cuba, República Dominicana, Jamaica e partes da América Central mais ao Sul, ainda sobrevive. De acordo com seu texto impresso no mapa, ele havia tirado suas informações de cerca de vinte mapas estrangeiros e mappae mundi, dentre os quais o árabe, espanhol, português, chinês, indiano e grego, além do de Cristóvão Colombo.

## Na cultura popular
Piri Reis aparece no jogo Assassin's Creed: Revelations, dando ao jogador missões-tutoriais de como usar as bombas presentes no jogo, e também vendendo ingredientes para elas, que podem ser liberados após missões para ele no mini-jogo "Defesa do Mediterrâneo", onde o jogador ajuda-o a recolher informações geográficas. Ele sempre conta algum fato da vida dele no começo de cada missão-tutorial, como já ter sido "corsário". [carece de fontes?]